# ルイーズ・グリュック
ルイーズ・エリザベス・グリュック（Louise Elisabeth Glück [glɪk], 1943年4月22日 - 2023年10月13日）は、アメリカ合衆国の詩人、エッセイスト。2020年にノーベル文学賞を受賞した。

## 経歴
ニューヨーク生まれ。ハンガリー系ユダヤ人の父、ロシア系ユダヤ人の子である母を持つ。幼年時代をロングアイランドで過ごす。サラ・ローレンス大学、コロンビア大学に学ぶが、拒食症を患い休学し、治療に専念する。その後、コロンビア大学の夜間コースに復学し、レオニー・アダムス(en)やスタンリー・クニッツの指導を受けた。
幼少時からウィリアム・ブレイクなどのイギリス・ロマン派やギリシア神話に親しみ、20世紀の詩人ではT・S・エリオット、ウィリアム・バトラー・イェイツの影響を受けた。
1968年に初の詩集『第一子（Firstborn)』を発表。その後次々と詩集を発表し注目される。1992年に出版した『野生のアイリス（The Wild Iris）』はピュリッツァー賞を受賞した。グリュックの詩は広く西洋の童話や詩史、神話、聖書に題材を取り、1985年出版の『アキレスの勝利（The Triumph of Achilles)』以降、聖書や神話と個人の経験を重ね合わせることで詩集全体に一つの物語性を持たせる技法を積極的に用いるようになり、個人の苦悩に普遍性を炙り出す手法は後続の詩人らに大きな影響を与えることとなった。
2003年10月から1年間、アメリカの桂冠詩人（Poet Laureate Consultant）の栄誉を受け、アメリカ合衆国国会図書館の詩部門の顧問を務めた。コロンビア大学、ボストン大学、アイオワ大学、カリフォルニア大学バークレー校などで教鞭をとり、2004年にそれまで20年間教えていたウィリアムズ大学から、招聘作家としてイェール大学へ移り創作を教える。
詩の日本語の翻訳としては、 D.W.ライト、沢崎順之助、江田孝臣、森邦夫による『アメリカ現代詩101人集』（共訳、思潮社、2000年8月）や、小林愛明、山中章子、関根路代、池上俊彦による「ルイーズ・グルック――略伝と作品の特徴、ならびに詩の翻訳 (1)」（共著、2018年3月、獨協大学大学院外国語学研究科『英語文化研究』、第51号）等で、その一部が紹介されている。
2023年10月13日、がんのためマサチューセッツ州の自宅で死去。80歳没。

## 受賞歴
- ピューリッツァー賞 詩部門 (1993年)
- ボーリンゲン賞 (2001年)
- Poet Laureate Consultant in Poetry to the Library of Congress(2003年 - 2004年)
- 全米図書賞 (2014年)
- National Humanities Medal (2015年)
- トーマス・トランストロンメル賞 (2020年)
- ノーベル文学賞 (2020年)

## 邦訳作品

### 単行本
- 『野生のアイリス』（野中美峰訳、KADOKAWA、2021年） ISBN 978-4046053664
- 『アヴェルノ』（江田孝臣訳、春風社、2022年） ISBN 978-4861107924

### アンソロジー
- 「朝｣「子守歌｣（江田孝臣訳）in『アメリカ現代詩101人集』D･W･ライト編、思潮社、1999年

## 主要作品
- Firstborn, 1968
- The House on Marshland, 1975
- Descending Figure, 1980
- The Triumph of Achilles, 1985
- Ararat, 1990
- The Wild Iris, 1992
  - 野生のアイリス（野中美峰訳、KADOKAWA、2021年） ISBN 978-4046053664
- Meadowlands, 1997
- Vita Nova, 1999
- The Seven Ages, 2001
- Averno. Farrar, 2006
  - アヴェルノ（江田孝臣訳、春風社、2022年） ISBN 978-4861107924
- A Village Life. Farrar, 2009.
- Poems: 1962–2012, 2012
- Faithful and Virtuous Night, 2014.